# Bafang, Kamerun
Bafang är en ort i Kamerun.   Den ligger i regionen Västra regionen, i den västra delen av landet, 210 km nordväst om huvudstaden Yaoundé. Bafang ligger 1 179 meter över havet och antalet invånare är 80 688.
Terrängen runt Bafang är kuperad. Trakten runt Bafang är ganska tätbefolkad, med 230 invånare per kvadratkilometer. Bafang är det största samhället i trakten. Trakten runt Bafang är huvudsakligen savannskog.